# Ahmad Sanjari
Ahmad Sanjari (en persa: احمد سنجری‎; Karaj, Irán; 22 de febrero de 1960) es un exfutbolista y entrenador de fútbol de Irán que jugaba en la posición de defensa.

## Carrera

### Club
| Periodo   | Club                  |
| --------- | --------------------- |
| 1978      | Mohammedan SC Kolkata |
| 1979–1988 | Homa FC               |

### Selección nacional
Jugó para Irán en 16 partidos entre 1978 y 1984 sin anotar goles, y participó en dos ediciones de la Copa Asiática.

### Entrenador
| Periodo   | Club                  |
| --------- | --------------------- |
| 2009–2011 | Mes Sarcheshmeh FC    |
| 2012–2013 | FC Iranjavaan Bushehr |
| 2013      | Rahian Kermanshah FC  |
| 2015      | Baadraan Tehran FC    |

## Logros
- Liga de Teherán: 1

1981/82